# Tanjung Pauh 32
Tanjung Pauh 32 is een bestuurslaag in het regentschap Muaro Jambi van de provincie Jambi, Indonesië. Tanjung Pauh 32 telt 1508 inwoners (volkstelling 2010).